# Proceso a un ángel
Proceso a un ángel es una novela del escritor colombiano Fernando Soto Aparicio, publicada en 1977. La historia se desarrolla en el ficticio municipio de Trinidad, exactamente en el corregimiento de Desolación, al lado del río Mamoré. 

## Argumento
Angélica, una ensimismada niña de diez años que no goza del afecto de Benilda Bastidas, su madre, encuentra en la ribera del río Mamoré una piedra ovalada con una imagen de la Virgen María plasmada en ella. La niña lleva la piedra a su casa, donde preparan un altar bajo un alero y se convierte en sitio de culto para pobladores y forasteros. Custodio Triana, el padrastro de Angélica, se aprovecha de la situación para ganar dinero explotando la fe de los peregrinos y la inocencia de la niña. Tras el descubrimiento de la piedra, Angélica empieza a manifestar que escucha voces que le indican ayudar a los vulnerables.

## Información
La novela está dividida en tres partes, denominadas "círculos": El día del milagro es el primero; el segundo es La tarde del proceso; y el tercero y último se denomina La noche del castigo. Cada círculo, a su vez, está dividido en secciones numeradas narradas en primera persona por los habitantes de Desolación —incluido el corregidor— y el alcalde de Trinidad, quien debe llevar un informe de lo ocurrido al gobernador departamental.